# Boston Harbor Hotel

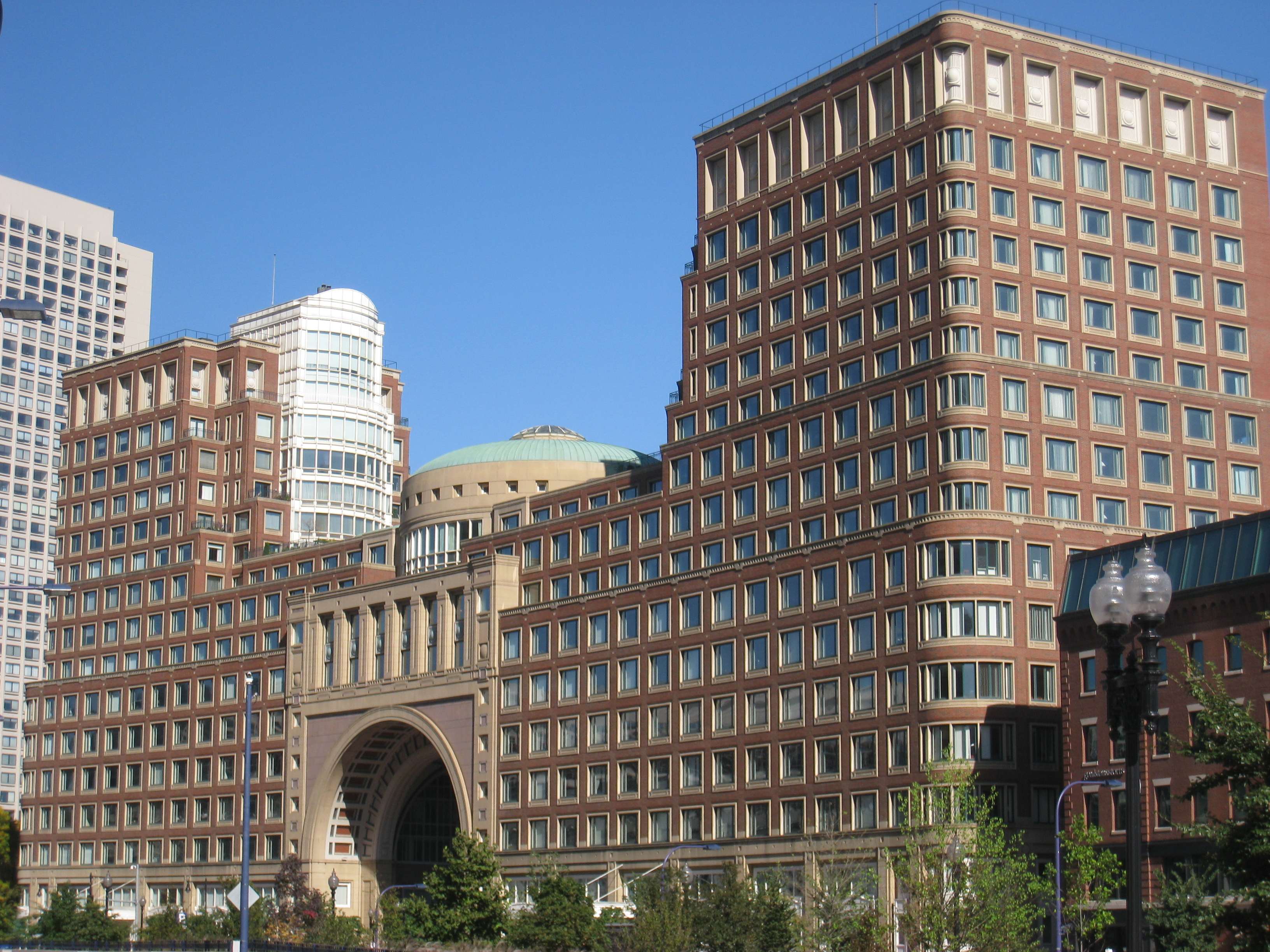
Boston Harbor Hotel i oktober 2008.

Boston Harbor Hotel är ett hotell med utsikt över Boston Harbor och Rose Fitzgerald Kennedy Greenway. Hotellet ingår i Preferred Hotels & Resorts Worldwide.

### Fotnoter
1. ↑  ”Arkiverade kopian”. Arkiverad från originalet den 11 maj 2013. https://web.archive.org/web/20130511210251/http://preferredhotelgroup.com/preferred/destinations/united-states/massachusetts/boston/boston-harbor-hotel. Läst 19 maj 2013.